# Gymnosoma persica
Gymnosoma persica là một loài ruồi trong họ Tachinidae.